# Bulgária történelme
Bulgária történelme kezdetének a 7. század utolsó harmadát tekinthetjük, amikor a bolgárok keletről, a Fekete-tenger térségéből érkező türk törzsei Aszparuh vagy Iszperih vezetésével megalapították az első dunai bolgár államot. A keresztény cársággá váló Bulgária I. Simeon (a 9–10. század fordulója) alatt érte el legnagyobb területi kiterjedését. A 10–11. század fordulóján a Bizánci Birodalom több hadjárattal az ellenőrzése alá vonta a meggyengült birodalmat. Az Aszen-ház vezetésével 1186-ban megalakult második bolgár állam a 14. század végéig állt fenn, majd áldozatul esett az oszmán-török hódításnak, ami alól csak 1878-ban szabadult fel. A bolgár állam ténylegesen 1908-ban vált szuverénné és nemzetközileg elismertté.
A berlini kongresszust követően jelentős bolgár-lakta területek maradtak Bulgárián kívül, ami a két Balkán-háborúhoz és újabb bolgár területi veszteségekhez vezetett. Bulgária mindkét világháborúban a vesztesek oldalára került. Az 1944-es kommunista hatalomátvételt követően 1946-ban kikiáltották a népköztársaságot, Bulgária a keleti blokk részévé vált. Az első szabad választásokat 1990-ben tartották, és megalakult a köztársaság.

## Ókor
Az ókorban Bulgária területe részben Trákia és Makedónia része volt. Később a Római Birodalom fennhatósága alá vonta a területet és Moesia Provinciának nevezte el. A Keletrómai- majd a Bizánci Birodalom részének számító Moesia északi vidékei a 6. század utolsó negyedében az avar–bizánci háború hadszínterévé váltak, majd a meggyengült bizánci határvédelem nem tudta feltartóztatni a 700 körüli és az utáni szláv bevándorlást. Az Al-Duna mindkét partján letelepedő szlávokat a 7–9. század között az utóbbiak közé beolvadó bolgár-törökök szervezték állammá.
A bolgár őstörténet hangsúlyainak és viszonyítási pontjainak kijelölése koronként változott: a bolgár-törökök (vagy protobolgárok), a szlávok vagy éppen a trákok kerültek előtérbe, jellemzően a politikai kurzustól függően.

## Korai bolgár államok

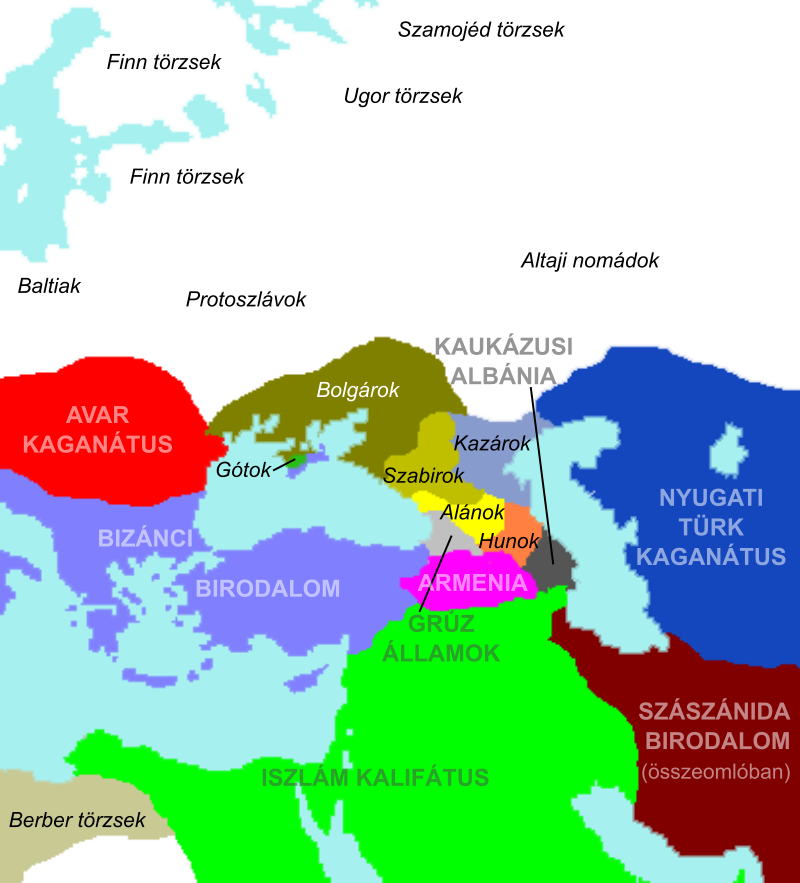
Nagy Bulgária 650-ben (barnával)

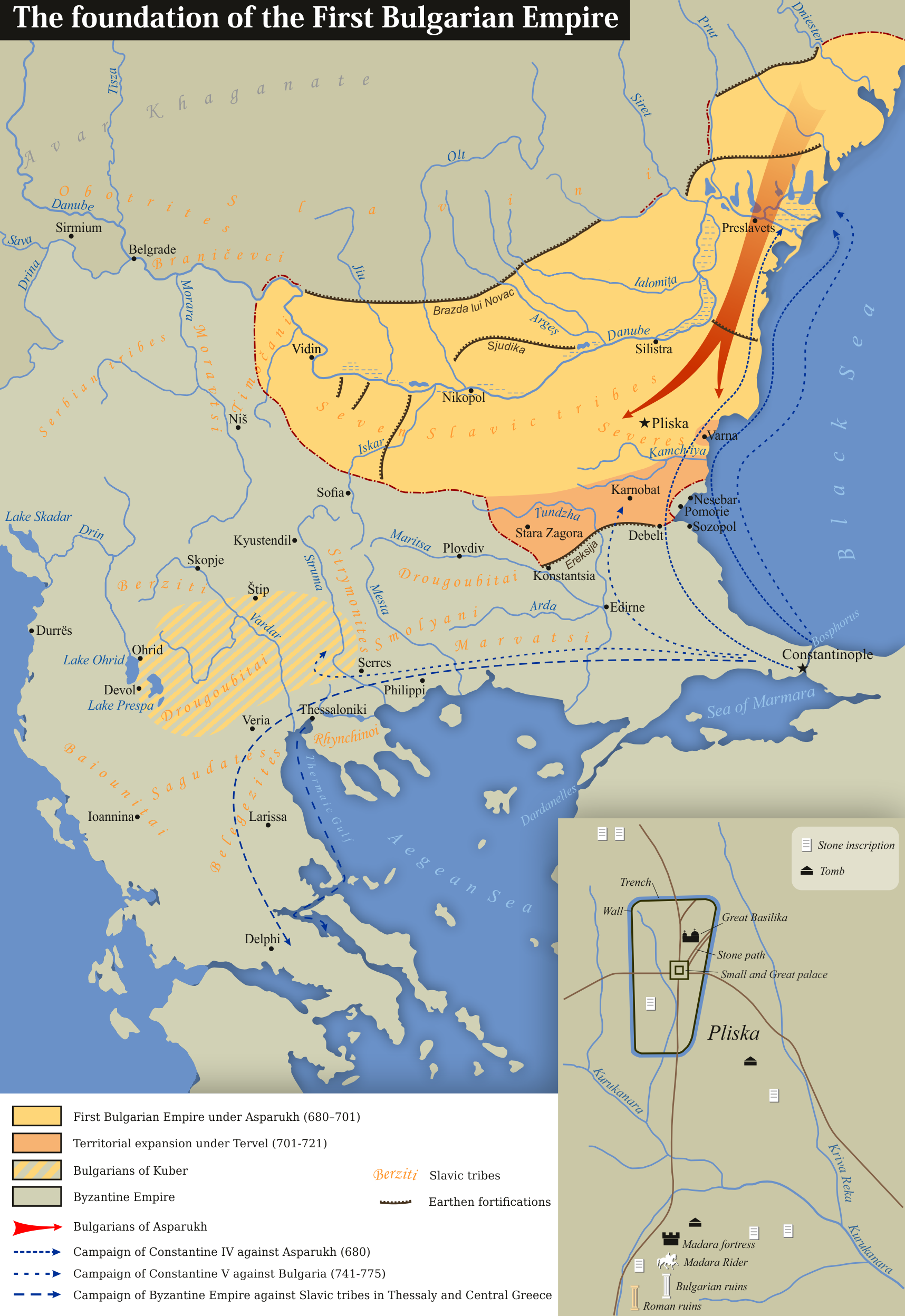
Bulgária a 7–8. század fordulóján

A bolgár-törökök vagy onogur-bolgárok (egy másik, vitatott hipotézis szerint a bolgárok nem türk, hanem iráni nép), az un. ősbolgárok Közép-Ázsia területéről érkeztek a Fekete-tenger északi vidékére. Egyes bizánci források szerint a 6. század első felében tűntek fel hasonló nyelvet beszélő, közös származást valló csoportjaik, mint a kutrigurok és utrigurok. 632-ben alapították meg Nagy Bulgáriát, vagy másképpen az onogur-bolgár birodalmat, kihasználva a két sztyeppei nagyhatalom, a türkök és az avarok 7. századi meggyengülését. Az onogur-bolgárok államalakulatát a 7. század középső harmadában a kazárok foglalták el, hatására jelentős bolgár népesség mozdult el a Volga és az Al-Duna felé, utóbbi helyen hoztak létre egy 11. századig fennálló államalakulatot.

### Kuvrat birodalma (7. század)
Az avar–bolgár kapcsolatokról kevés forrás ismert, a bolgárok az avarok katonai segédnépei közé tartozhattak, Gostun, Kuvrat apja az avaroknak alárendelt helytartó volt. Az első bolgár uralkodó, Kuvrat, feltehetően bizánci szövetségben a Dontól Kárpát-medence területéig szorította vissza az avar birodalmat. Kuvrat birodalma a Fekete-tengertől északra feküdt, középpontját a Kubány vidékére helyezték, azonban sokan vitatják ezt a lokalizációt.
Kuvrat halála után fiai egymás ellen is harcoltak, a Türk Kaganátusból kivált Kazár Birodalom ezt kihasználva magyar segítséggel  támadást indított, és a birodalom szétesett. Egy része, Etelköz a magyarok szállásterülete lett a 670-es években. Keleti részét a kazárok foglalták el.

### Volgai bolgár állam (13. századig)
Kuvrat egyik fia, Kotrag vezetésével a bolgárok egy része északra húzódott a kazár fennhatóság elől, megalapítva Volgai Bolgárországot, az onogur-bolgár birodalom egyik utódállamát, míg más bolgár-török csoportok az Avar Kaganátus területére, Itáliába, illetve az Al-Duna vidéke felé vándoroltak. A volgai Bolgárország a 13. századig létezett, amikor a mongolok meghódították. Területén ma Csuvasföld és Tatárföld (Tatársztán) található.
A 10. században iszlám hitre tértek, bár iszlám missziók a 8. század óta voltak közöttük. Az iszlám hit felvétele a judaizmust választó Kazár Kaganátustól való távolságtartást fejezte ki. 900 körül a bolgár uralkodó szoros kapcsolatokat ápolt Hvárezmmel és az Arab Kalifátussal, ennek jegyében járt Ibn Fadlán a volgai bolgárok földjén 921-től. Az uralkodóhoz, Almis ibn Selkej elteberhez 922. május 12-én érkezett. 922-ben Volgai Bolgárország hivatalosan felvette államvallásként az iszlámot. Fővárosa, Bolgár, virágzó város volt, méretben és gazdagságban vetekedett az iszlám világ többi nagyvárosával. Az orosz fejedelemségekkel folytatott harcok miatt a fővárost később áthelyezték keletebbre, Biljerbe.
A 13. század során az állam elvesztette önállóságát, a mongolok egy 1220-as években vezetett sikertelen hadjárat után az 1230-as évek végéig meghódították, és a terület az Arany Horda részévé vált. A 15. század során, Kazányi Kánság név alatt ismét önálló lett, és ezt 1556-ban hódította meg IV. Iván orosz cár, és csatolta Oroszországhoz „Bulgária” név alatt. A terület neve az 1917-es bolsevik forradalom után változott Idel-Ural Köztársaságra, majd a mai Tatárföldre (Tatársztán) és Csuvasföldre. A lakosság nagyobb része, a mai tatárok (Tatárföld lakossága) nyelvcserén ment keresztül, átvette a kipcsak-türk nyelvet, a mai tatárt. A tatárok egy kisebb része azonban mind a mai napig bolgárnak vallja magát. A volgai bolgár állam lakosságának egy kisebb része, a mai csuvasok (Csuvasföld lakói) megtartották őseik bolgár-török nyelvét, ez a mai csuvas nyelv.

### Első (dunai) bolgár állam (681–1018)

Bulgária Simeon uralma idején. (A bolgár terjeszkedés időbeli és földrajzi határai máig vitatottak.)

681-ben Kuvrat másik fia, Aszparuh vezetésével a bolgárok nyugat felé vándorló része átlépte a Dunát, s a Dunától délre legyőzték IV. Kónsztantinosz bizánci császár egyik hadseregét. Ezt tekintjük az első dunai bolgár birodalom – az onogur-bolgár birodalom másik utódállama –, a mai Bulgária megalapításának, amelynek fővárosa Pliszka lett. Közvetlenül megalapításától fogva Bulgária volt az ország hivatalos neve. A birodalom nagy szerepet játszott az európai politikában, s kora egyik legerősebb katonai hatalma volt. 717–718-ban Bizánc és Bulgária koalíciója  Konstantinápoly ostrománál sikeresen visszaverte az arabok támadását.
A 9. század az újabb terjeszkedések időszaka. A század elején a bolgárok részt vettek az Avar Kaganátus felszámolásában, uralmukat a Kárpát-medence délkeleti területeire is kiterjesztették. (Az avar-bolgár háborút a 10. század második felében összeállított bizánci Suda-lexikon egyes címszavaira alapozzák, sokan kétségbe vonják Krum és a bolgárok szerepét.) Nyugaton, a Száva vidékén a bolgárok összeütközésbe kerültek a frankokkal, majd a 820-as évek végén lezárultak a frank–bolgár összecsapások. Délen a bolgárok Krum kán vezetésével Trákia és Makedónia szlávok lakta területeinek nagy részét elfoglalták. Válaszul Szófia és Sztrimon környékének bolgár kézre kerülésére I. Niképhorosz bizánci császár betört Bulgáriába, de 811. július 26-án a Balkán-hegység egyik szorosában vereséget szenvedett Krumtól, aki a legyőzött császár koponyájából ivócsészét készíttetett.
Miután Bizánc a balkáni harctereken nem aratott sikereket, valamint az arab támadások visszaverése kötötte le erőit, diplomáciával és a bolgárok megtérítésével próbálkozott. 864-ben I. Borisz kán hivatalos vallássá nyilvánította a kereszténységet. A történészek véleménye megoszlik a kán döntésével kapcsolatban; a kereszténység felvételével a bolgárok közelebb kerültek az európai civilizációhoz, ugyanakkor az ortodox hit utat nyitott a bizánci hatalmi befolyásnak. Éppen az utóbbi elkerülése érdekében küldött követeket Borisz Német Lajos keleti frank királyhoz és a pápához, azonban Bulgária nem vált katolikus országgá (a nyugati hittérítőket ki kellett utasítani), sőt megtérésük kihatott a többi balkáni nép hitéletére (többek között a románok évszázadokkal az első ezredforduló után is Ohrid hatóköre alá tartoztak).
A 9. század – az ortodox kereszténység felvételével és a békés bolgár–bizánci kapcsolatokkal jellemezhető – második felét I. Simeon támadó hadjáratai követték, melyeket Bizánc bolgárok számára kedvezőtlen kereskedelempolitikája váltott ki. Bizánc ellentámadásai nem jártak sikerrel, holott a besenyőkkel, a szerbekkel és a horvátokkal is összefogtak Simeon ellen. Bulgária Simeon uralkodása alatt a szláv országok kulturális és – a Bolgár Ortodox Patriarchátus létrejötte után – vallási központjává vált. Simeon a korábbi kán, majd kagán titulus helyett vette fel a bolgár uralkodók legtovább érvényben maradó címét, a cári címet 913-as győzelme után.

### Az első dunai bolgár állam megszűnése
A 7. századtól kezdve döntően szlávok által lakott Balkán teljes bolgár meghódítását megakadályozta a bizánci thema-rendszer (a Balkánon Trákia, Hellász és Dalmácia területén) és a bizánci diplomácia. A 10. században a korábban Krum és Simeon alatt is Konstantinápoly kapuit fenyegető Bulgária látványosan meggyengült, defenzívába szorult. 

A magyar honfoglalás a 10. században, animáció

Előbb a magyar honfoglalás során veszítette el az Al-Dunától északra fekvő részeket, majd a 10. században a magyar erők akadálytalanul vonultak át Bulgárián (időnként bolgár szövetségben Bizánc ellen); 934 és 965 között a magyarok öt alkalommal rohanták le Bulgáriát. 944-ben a besenyők támadtak, 968-ban bizánci kérésre a Kijevi Rusz uralkodója, Szvjatoszláv foglalta el az országot.
A korábban több fronton védekezésben lévő Bizánci Birodalom élére tehetséges hadvezérek kerültek (II. Niképhoros, I. Jóannész), akiktől nem állt távol a terjeszkedő politika. 971-ben I. Ióannész bizánci császár legyőzte és Bulgáriából kiszorította Szvjatoszláv fenyegetővé vált erőit, majd II. Borisz cárt megfosztotta trónjától, Bulgária keleti részét bizánci felségterületté nyilvánítva. Bár Bulgária Sámuel vezetésével részsikereket ért el, II. Baszileiosz 1001-ben elfoglalta a régi fővárosokat, Pliszkát és Preszlavot, majd 1014-ben a kleidioni csatában legyőzte Sámuel erőit. 1018-ra az országot lényegében a bizánciak ellenőrizték.

## Bizánci uralom (1018–1185)
Mivel a császár az ohridi pátriárkát érsekké fokozta le, Bulgária 1018-ban politikai és egyházszervezeti értelemben is bizánci fennhatóság alá került, függetlenségét csak 1186-ban nyerte vissza. A bizánci uralom szilárdnak bizonyult, amin a Sámuel egy állítólagos unokája, II. Péter Delján által 1040-ben kirobbantott felkelés sem tudott változtatni. A Bizánci Birodalom Bulgária elfoglalásával nélkülözni kényszerült az addig hatékony ütközőzónát; bár a népvándorlás második hullámában érkező nomád népeket, a besenyőket, úzokat és a kunokat Bulgária északkeleti részében tartóztatták fel, nem egy támadás Konstantinápolyig, a birodalom szívéig hatolt. Ilyen szempontból Bulgária bekebelezése csak rövid távon számított sikernek, hosszú távon olyan mértékben gyengítette meg Bizáncot, mint Kis-Ázsiában Arménia elfoglalása, mely utat nyitott a szeldzsuk-török expanziónak.
A 12. századot végigkísérő magyar–bizánci határháborúk, az itáliai normannok és a nyugati keresztesek zaklatásai, valamint a fekete-tengeri nomád népek betörései aláásták Bizánc balkáni pozíciót. III. Béla sikeres hadjáratai és a bizánci trónháborúk lehetővé tették mind a 12. század első felében is forrongó szerbek, mind a bolgárok függetlenedését.

## Második (dunai) bolgár állam (1185–1396)

### Bulgária újjáalakulása

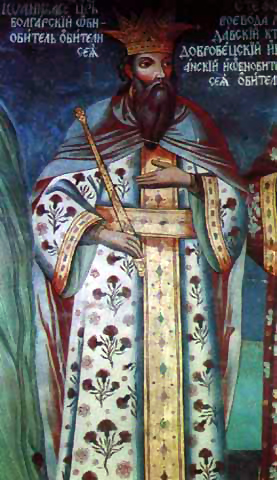
II. Iván Aszen bolgár cár portréja a bolgár ortodox Zograf kolostorban a görögországi Athosz-hegyen, 1817.

Két tarnovói földbirtokos bojár, Petar és I. Iván Aszen vezetésével felkelés tört ki a bizánci uralom ellen 1185-ben. A felkelés sikerrel végződött, közel egy évtizedes harc alatt a felkelők hatalmuk alá vonták az Első Bolgár Állam területének egy jelentős részét. Az új bolgár főváros Tarnovo lett. Az új Aszen-dinasztia következő tagja, Kaloján cár (1196–1207) elérte a bolgár állam nemzetközi elismerését: mivel támadásai során Konstantinápoly falai alá jutott, 1201-ben békére kényszerítette a bizánciakat, majd III. Ince pápa 1204-ben koronát küldött neki. Kaloján unoköccse, II. Iván Aszen alatt (1218–1241) virágkorát élte a Második Bolgár Állam.
A visszaállított bolgár állam – mely a bolgárok mellett kun és vlach népelemekre is támaszkodott – olyan politikai tényezővé vált, mellyel mind Bizáncnak, mind az 1204-ben az utóbbi helyére lépő Latin Császárságnak számolnia kellett. A korábban Bizánccal fegyveresen szembeszálló bolgárok a negyedik keresztes hadjáratot, a nyugati és keleti kereszténység kényszerű unióját követően az ortodoxia védelmezőiként léptek fel: az első konstantinápolyi latin császár, I. Baldvin Trákiában vereséget szenvedett tőlük, fogságba esett és valószínűleg Kaloján dühének az áldozata lett. A cárságnak politikai küzdelmeket kellett vívnia a magukat Bizánc örököseinek valló görög utódállamokkal: II. Iván Aszen 1230-ban vereséget mért az Epiruszi Despotátusra, míg a Nikaiai Császársággal dinasztikus kapcsolatra lépett.

### A hanyatlás

A három részre szakadt Bulgária

Míg a 13. század első felében a Bolgár Cárságot tekintették a Balkán-félsziget vezető hatalmának, a következő évtizedekben hanyatlás következett: mind az Arany Horda, mind a Magyar Királyság, mind az 1261 után újjászülető Bizánc támadta országot. A legnagyobb problémát a tatárjárás jelentette, ugyanis 1242 után az Al-Dunáról északra fekvő térség mongol fennhatóság alá került, Észak-Bulgáriában jelentős pusztítást okoztak a betöréseik, a cárság rövid ideig kénytelen volt elfogadni a mongol vazallusi státuszt. 1257-ben II. Kálmán halálával kihalt az Aszen-dinasztia. 1277–1280 között Ivajlo kelet-bulgáriai felkelése okozott problémát: a magát cárrá nyilvánító és a mongolokat Dobrudzsából kiszorító parasztvezérnek utóbb menekülnie kellett. A magyarok több alkalommal megvetették a lábukat Bulgária északnyugati részén, azonban az V. István halála utáni évtizedekben anarchiába sodródó Magyarország balkáni pozíciói meggyengültek. További gondot jelentett Szerbia (Raška) terjeszkedése; az 1330-as velbadzsi ütközetet követően az első dunai bolgár állam nyugati területei szerb kézre kerültek, a 14. század közepén a görög nyelvterület egyes részeit is meghódító Szerbia – 1346–1371 között cárság – számított a Balkán legerősebb hatalmának.
Ivan Alekszandar cár (1331–1371) alatt az ország újra stabilizálódott, azonban a későbbiekben a külső támadások miatt a központi hatalom meggyengült, feudális megosztottság kezdődött. 1371–ben Iván Sándor bolgár cár fiai kettéosztották az országot: Tarnovo a kisebbik fiúé, Iván Sismané, míg Vidin az idősebbé, Iván Szracimiré lett. Kialakult egy harmadik bolgár állam is, Dobrudzsában. Nagy Lajos vidini hódításai és térítési kísérletei csak rövid életűek voltak, azonban az egyre erősödő oszmán betörések aláásták a cárságot, mely a század végére megszűnt.

## Oszmán uralom (1396–1878)
Az 1396-ig fennálló második bolgár állam három részre szakadt. Mindezt a balkáni érdekellentéteket terjeszkedései során kihasználó Oszmán Birodalom sorra meghódította, és így a bolgárok közel öt évszázadra török uralom alá kerültek. Elsőnek 1362-ben Plovdiv esett el, utoljára a Vidin-központú országrész került oszmán kézre, 1396-ban.  A bulgáriai oszmán fennhatóságon az 1396-os, 1443-as és a várnai vereséggel végződő 1444-es keresztes hadjáratok sem változtattak, jóllehet a Magyar Királyság hadvezetése még 1526-ban is felvetette a Bulgáriába való betörés lehetőségét. Miközben bolgárok ezrei harcoltak kényszerűen a törökök oldalán, az oszmán hadjáratokhoz hasonló pusztításokkal jártak a Portával ideiglenesen szembeforduló havasalföldi vajdák 15. századi dúlásai, valamint a tizenöt éves háború során a törökök ruméliai területeit feldúló havasalföldi támadás.
A török hódítás következtében a bolgár vezetőréteg felmorzsolódott, ugyanakkor iszlamizációra is van példa (pomákok). A kora újkori török háborúk során osztrák részről is számoltak a balkáni ortodox népek felkeléseivel, azonban a bolgárok földrajzi helyzete lehetetlenné tette a kiválásukat, továbbá hiányzott a nemzeti elit. Különösen a 17. századtól az adóterhek növekedése és az oszmánok katonai vereségei eredménytelen törökellenes bolgár felkelésekkel jártak.
A bolgár vezetőréteg eltűnése és a bolgár egyháznak a konstantinápolyi patriarchátus alá való rendelése miatt a bolgár társadalom a parasztságból és a gyér számú városi középosztályból tevődött össze, jórészt rájuk alapozódott az 1860–1868 között zajlott nemzeti felszabadító harc. 1870-ben az oszmán szultán elismerte a bolgárokat mint önálló népet, megalakult a Bolgár Exarchátus. 1877–1878-ban került sor az orosz–török háborúra, melynek során az orosz csapatok véres harcokban szorították ki Bulgária területéről az oszmán katonaságot (lásd: Plevna ostroma).

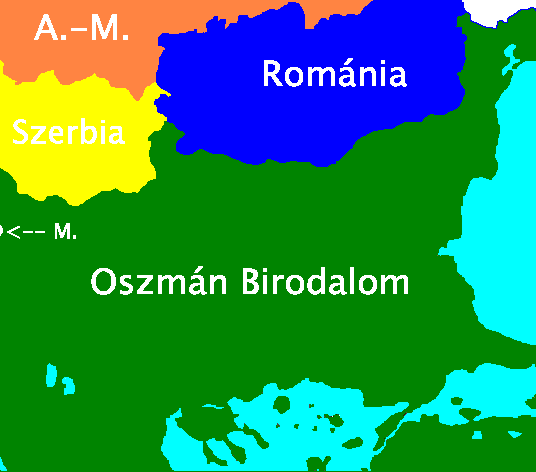
A mai Bulgária és a környező államok 1877-ben
M. – Montenegró, O. – Oroszország, A.–M. – Ausztria–Magyarország

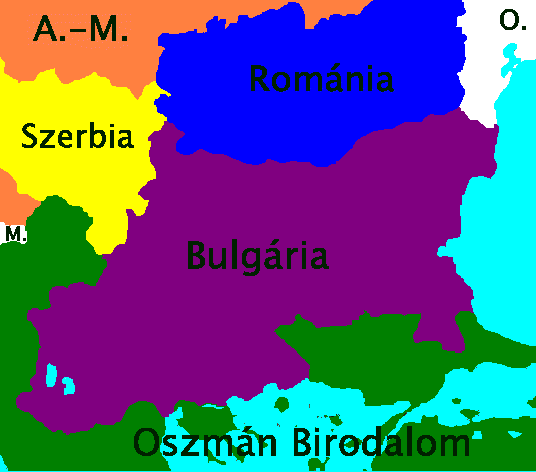
Bulgária és a környező államok a San Stefanó-i béke után
M. – Montenegró, O. – Oroszország, A.–M. – Ausztria–Magyarország

## Bulgária függetlenné válása

### Az orosz–török háború és következményei

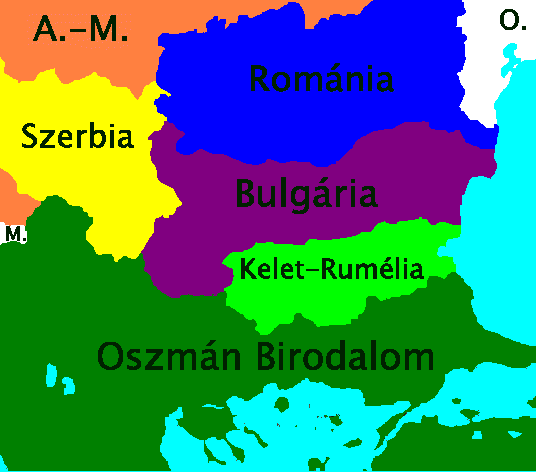
Bulgária és a környező államok a Berlini kongresszus után
M. – Montenegró, O. – Oroszország, A.–M. – Ausztria–Magyarország

Az Orosz Birodalom külpolitikájának a 19. század második felében egyértelműen az egyik fő célkitűzése volt, hogy a gyengülő Oszmán Birodalom kárára déli és délnyugati irányban terjeszkedjen, növelve befolyását többek közt a Balkán-félszigeten. A töröktől való függetlenség kivívása és a kárukra való terjeszkedés jelentős politikai erők célja volt Romániában, Görögországban, Szerbiában, Montenegróban, illetve a megszállt Bulgáriában, és az oroszok ezeket az erőket támogatták, építve az erősödő pánszláv eszmékre is.
Bosznia-Hercegovinában és Bulgáriában 1876-ban törökellenes felkelések robbantak ki, miközben Isztambulban is állandó volt a politikai és pénzügyi bizonytalanság. Az oszmánok az áprilisi felkelést cserkesz és basibozuk (népfelkelő) csapataikkal vérbe fojtották. II. Sándor cár 1877. november 13-án általános mozgósítást rendelt el, majd (miután biztosította Ausztria–Magyarország semlegességét) megkezdte az Oszmán Birodalom elleni hadműveleteit. Az orosz haderő Plevna ostroma után átkelt a Balkán-hegységen és Konstantinápoly felé vonult. Az orosz hadsereg majdnem 800 ezer katonát állomásoztatott a balkáni s a kaukázusi hadszíntéren, míg a szövetséges bolgár, szerb, román és montenegrói csapatokkal együtt összesen egymillió katona harcolt a törökök ellen. Isztambul orosz bevételét csak az angol flotta megjelenése gátolta meg.
Ennek tudatában január 7-én a török kormány békét kért, s a január 19-én megkötött fegyverszünet után 1878. március 3-án (Julián naptár szerint február 19-én) aláírták a San Stefanó-i békemegállapodást. A békeszerződés értelmében Bulgária autonóm fejedelemség maradt az Oszmán Birodalom formális fennhatósága alatt. A bolgár többségű területek közül Bulgária területén kívül maradt Niš vidéke, mely Szerbiához került, valamint Észak-Dobrudzsa, mely Románia része lett. Kelet-Trákia az Oszmán Birodalom része maradt. Ugyanakkor az orosz expanzió, a balkáni nyílt orosz katonai jelenlét Európa számos országában, elsősorban az Osztrák–Magyar Monarchiában és az egyensúly felborulásától tartó Nagy-Britanniában váltott ki aggodalmakat. (A szerződés emlékére március 3. Bulgária nemzeti ünnepe).
A San Stefanói békét felülvizsgáló egyezményt 1878. július 1-jén kötötték Berlinben. Ennek célja a San Stefanói határok revíziója volt. Bolgár történészek szerint a bolgár többségű területek kétharmadát elcsatolták Bulgáriától. A berlini kongresszus változtatásai értelmében a Bolgár Fejedelemség területe a Balkán-hegység vonalától északra húzódott, míg a Balkántól délre Kelet-Rumélia néven új területi egység jött létre, mely belső autonómiát kapott ugyan, de az Oszmán Birodalom része maradt. Macedónia és Nyugat-Trákia visszakerült az Oszmán Birodalomhoz, Pirot vidéke Szerbiához csatolódott.

### Szerb–bolgár háború
A szerb–bolgár háború az 1882-ben megalakult Szerb Királyság és a Bolgár Fejedelemség között zajlott 1885. november 14. és 28. között. A Kelet-Ruméliában kitört lázadások hatására 1885. szeptember 6-án létrejött  a perszonálunió az I. Sándor bolgár fejedelem vezette Bolgár Fejedelemség és Kelet-Rumélia között; a gyakorlottabb szerb katonaság ezután támadt a bolgárokra. A szerbek számára vereséggel zárult a háború, ugyanis fő céljukat, Szlivnica elfoglalását nem sikerült elérniük. A bolgárok a szlivnicai csata után sikerrel verték vissza a szerb támadást, és még az ellenség területére is be tudtak hatolni. Pirotot elfoglalták, így egészen Nišig nyomulhattak. Mikor az Osztrák–Magyar Monarchia jelezte, hogy a szerbek oldalán beszáll a háborúba, a bolgárok kivonultak a megszállt területekről. A szerb–bolgár határok változatlanul megmaradtak. A békeszerződést 1886-ban Bukarestben írták alá. Az európai nagyhatalmak ekkor ismerték el Bulgária 1885-ös egyesítését.

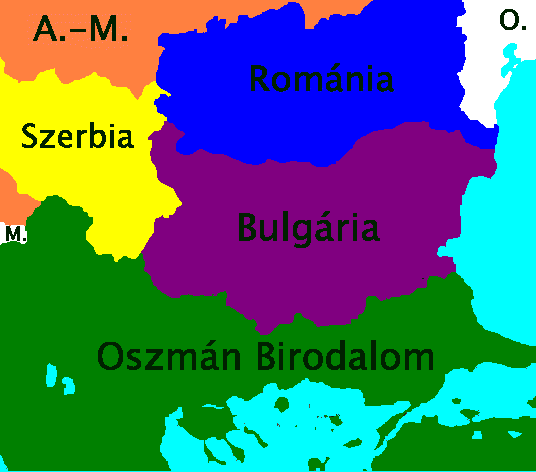
Bulgária és a környező államok 1885-ben, Kelet-Rumélia Bulgáriához való csatlakozása után

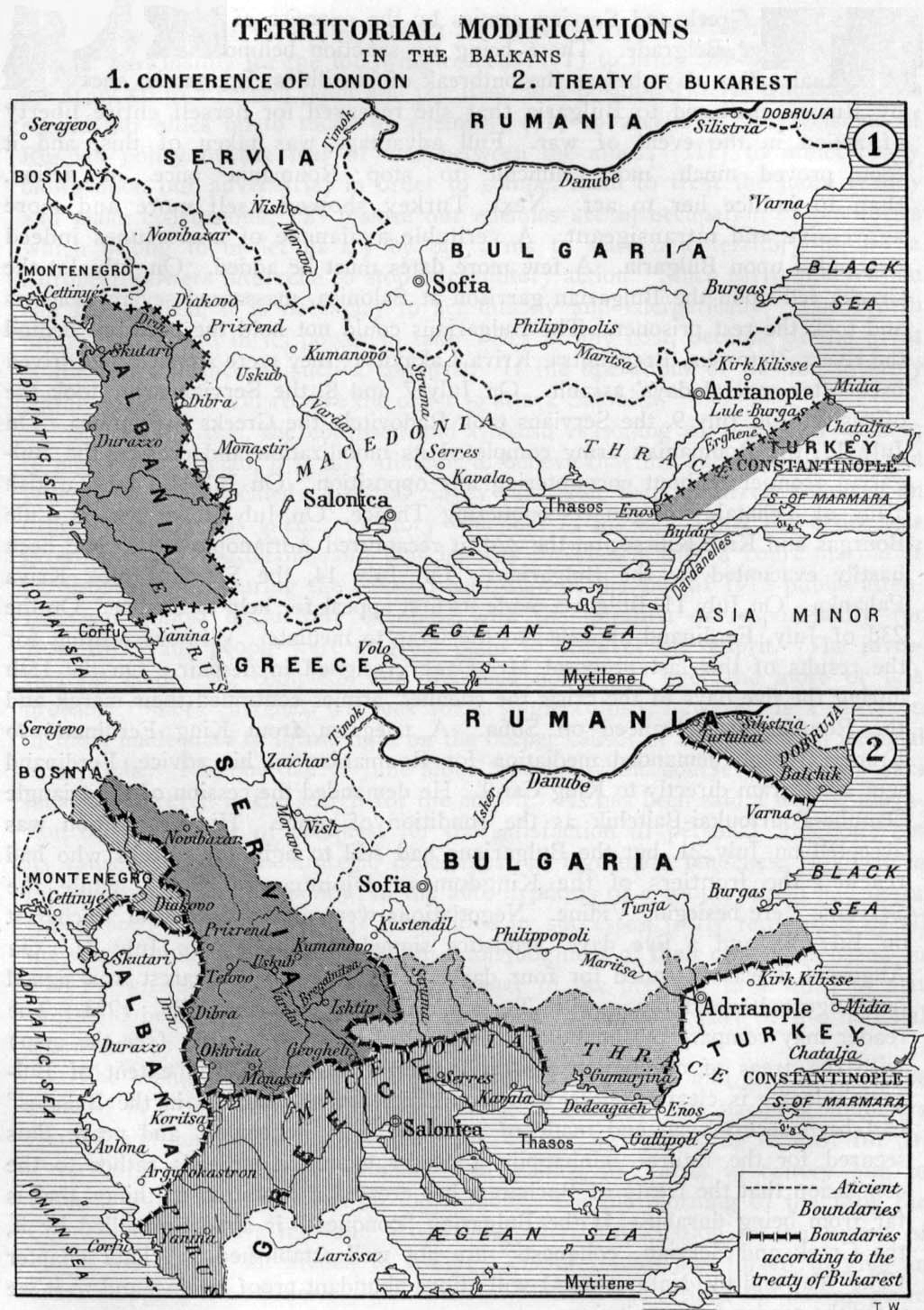
Bulgária és szomszédai az első balkáni háború előtt és után

### A boszniai krízis
Az 1908–1909-es boszniai krízis akkor robbant ki, hogy Bulgária kikiáltotta a függetlenségét, felmondva a laza oszmán fennhatóságot, majd egy nappal később az Osztrák–Magyar Monarchia bejelentette az 1876 óta felügyelete alatt álló Bosznia-Hercegovina annektálását. Ezt a területet túlnyomó részt szlávok (szerbek, horvátok és muzulmán vallású szláv népcsoportok) népesítették be. Oroszország, az Egyesült Királyság, Olaszország, Szerbia, Montenegró, Németország és Franciaország is érdeklődéssel figyelte az eseményeket. 1909-ben kiegészítették a berlini kongresszus rendelkezéseit, ezzel elismerve az újonnan kialakult status quót. Az annektálás és az erre adott válaszok is az első világháború kiváltó eseményei közé tartoznak, továbbá hosszú távon elvezettek a Bulgária elszigetelődéséhez vezető szerb–orosz közeledéshez.

## Bulgária a Balkán-háborúk és az első világháború alatt

### 1912–1914

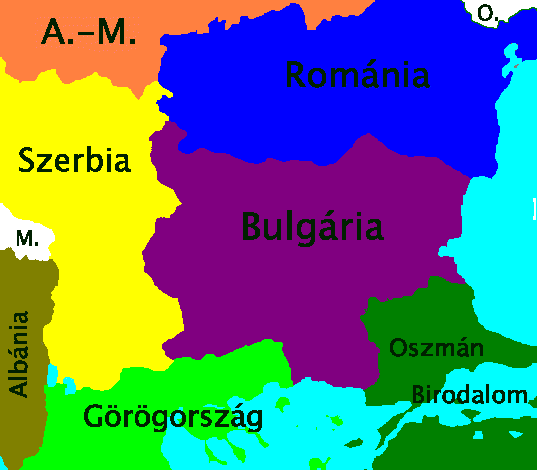
Bulgária és a környező államok a balkáni háborúk után
M. – Montenegró, O. – Oroszország, A.–M. – Ausztria–Magyarország

Az 1912. október 8-ától 1913. május 30-áig tartó első Balkán-háborúban a Balkán-szövetség országai (Bulgária, Szerbia, Montenegró és Görögország) az Oszmán Birodalmat kiszorították európai birtokainak nagy részéről. A szövetségesek négy fronton támadták meg a birodalmat, és végeredményképpen Montenegró és Szerbia elfoglalta Észak-Albániát, Szerbia a Szandzsákot, Koszovót és Észak-Macedóniát, Bulgária Kelet-Macedóniát és Trákiát, Görögország pedig Dél-Albániát és Dél-Macedóniát (Thesszáliát). Az Oszmán Birodalom Konstantinápoly előteréig, a Çatalca-vonalig szorult vissza, és kisebb csapataik tartották még magukat Macedóniában. Bulgária Macedónia egészére ki akarta terjeszteni a fennhatóságát, azonban ez ellenkezett a szerb és görög érdekekkel. 1913. június 29-én a bolgár katonai főparancsnok, Mihail Szavov kormányzati jóváhagyás nélkül parancsot adott a macedóniai szerb és görög hadállások megtámadására.
Míg a bolgár hadvezetés négy hadosztályt csoportosított a szerb frontra, a görög haderő ellen bevetett egy hadosztálynak jelentős túlerővel kellett szembenéznie. Bár júliusban a bolgároknak sikerült feltartóztatni a trákiai görög és a kelet-macedóniai szerb erőket, július 10-én az Alexandru Averescu vezette 200 ezres román hadsereg minden ellenállás nélkül elfoglalta Dél-Dobrudzsát, Észak-Bulgáriát fenyegetve. Délkeleten a törökök lendültek támadásba, korábbi trákiai birtokaik visszaszerzésének reményében megtámadták Bulgáriát, és július 23-án Enver pasa vezetésével veszteség nélkül bevették Drinápolyt. A háromszázezres bolgár hadsereg képtelen volt négy helyen tartani a frontot, így július 31-én a szemben álló felek általános fegyverszünetet kötöttek. Bulgária, Szerbia, Görögország, Románia és Montenegró képviselői 1913. augusztus 10-én írták alá a második, és ezzel az egész Balkán-háborút lezáró bukaresti egyezményt. Bulgária elveszítette az első Balkán-háborúban megszerzett területek java részét: Macedónia északi része Szerbiáé, déli területe Görögországé lett, Kelet-Trákiát visszakapták a törökök, emellett Dobrudzsa Romániához került. Egyedül Nyugat-Trákia Dedeagacs (ma Alekszandrupoli) kikötővárosával maradt bolgár fennhatóság alatt.

### 1915–1918

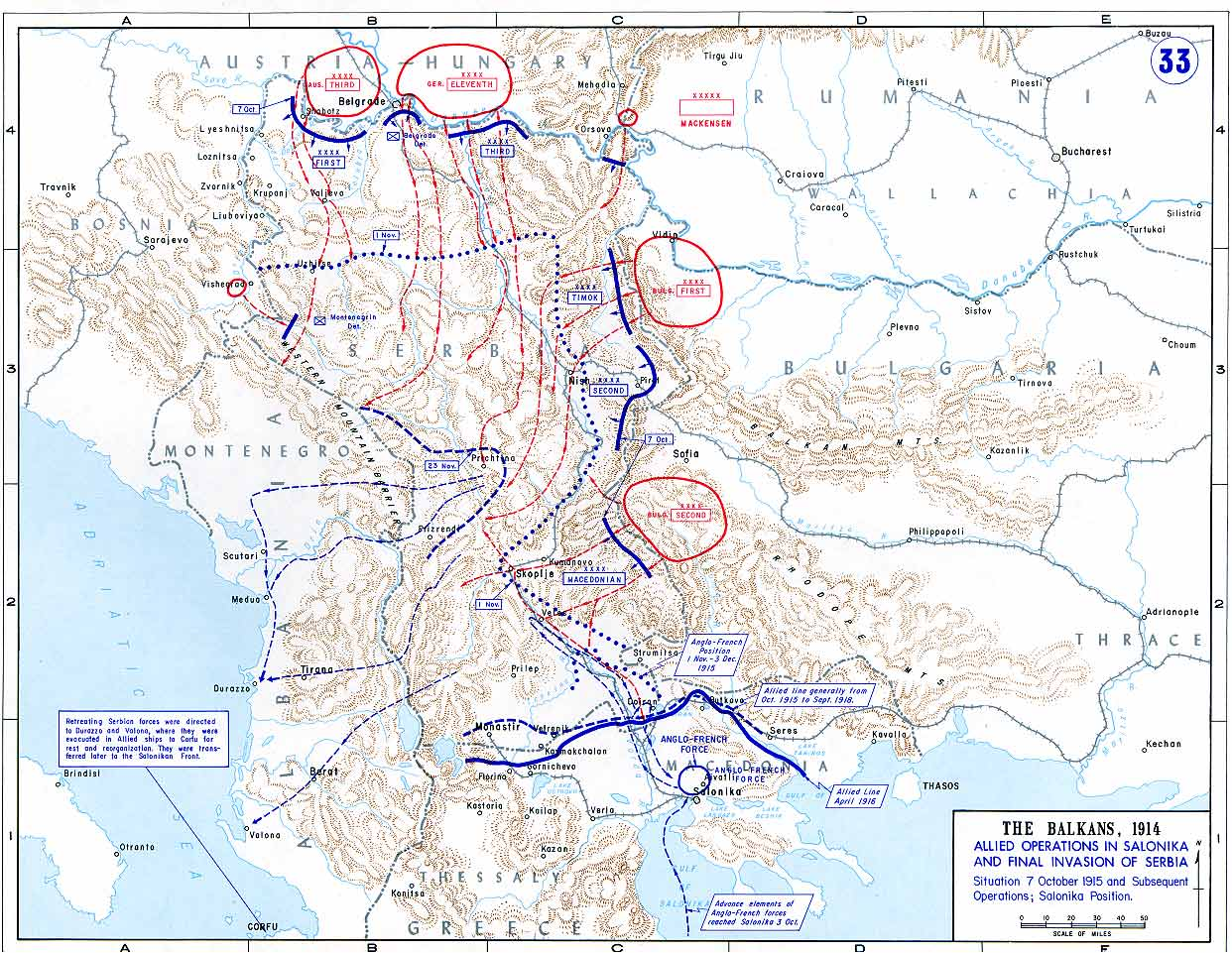
A Szerbia elleni hadműveletek 1915-ben

A Balkán-félsziget, Európa nagyhatalmainak rivalizálási területe és a helyi kisállamok nacionalizmusa lett az első világháború kirobbanásának egyik oka. A Szerbia elleni osztrák–magyar hadjárat 1914 augusztusában kezdődött, mellyel kialakult a balkáni front, mely az első világháború 1918-ban is fennálló frontvonala volt. A hadviselő felek 1914-től a háború végéig harcoltak váltakozó sikerrel; Bulgária a központi hatalmak mellett, Szerbia, Montenegró, Románia, utóbb Görögország az antant hatalmak oldalán kapcsolódott be a küzdelembe.
Szerbia elfoglalásakor – melyet a német vezérkar sürgetett – közvetlen vasúti összeköttetés jött volna létre a Német Birodalom és az Oszmán Birodalom között. Az orosz és az olasz hadszíntéren is lekötött Habsburg-állam támogatására a németek átdobtak néhány hadosztályt és diplomáciájukkal bevonták a Szerbiával korábban két alkalommal hadakozó Bulgáriát a háborúba. A szerb hadsereg két francia hadosztály támogatása ellenére vereséget szenvedett, Albánia felé vonult vissza, míg a központi hatalmak August von Mackensen vezetésével teljes győzelmet arattak. Az osztrák–magyar, illetve német veszteségek nem voltak több néhány ezer főnél. Legkevesebb 100 ezer szerb halt meg, 160 ezer pedig fogságba esett.
Az első világháború sajátossága volt, hogy a Szerbiát (és Romániát) támogató orosz politika miatt a hagyományosan russzofil bolgárok a németek és a törökök oldalán vették részt a küzdelmekben. Az 1915-ös hadbelépés Bulgária Balkán-háborúk során elszenvedett vérveszteségével, az újabb csapatok kiképzési idejével magyarázható. A bolgár alakulatok részt vettek Szerbia megszállásában, elsősorban a bolgárok lakta területekre hatolva be. A szerb haderő visszavonulásával a balkáni front nem szűnt meg; a kezdetben a semlegességet és a központi hatalmakkal való jó kapcsolatot választó Görögország az antant mellé állt, míg az antant egy expedíciós hadereje Szalonikiben alakított ki támaszpontot, ahol Franchet d’Espèrey tábornok vezetésével francia–brit–szerb–görög hadsereg állt fel. E sereg korábbi sikertelen támadások után 1918 októberére legyőzte a hiányosan felszerelt bolgár csapatokat, visszafoglalta Szerbia területét és megközelítette Magyarország határait.

## A két világháború között

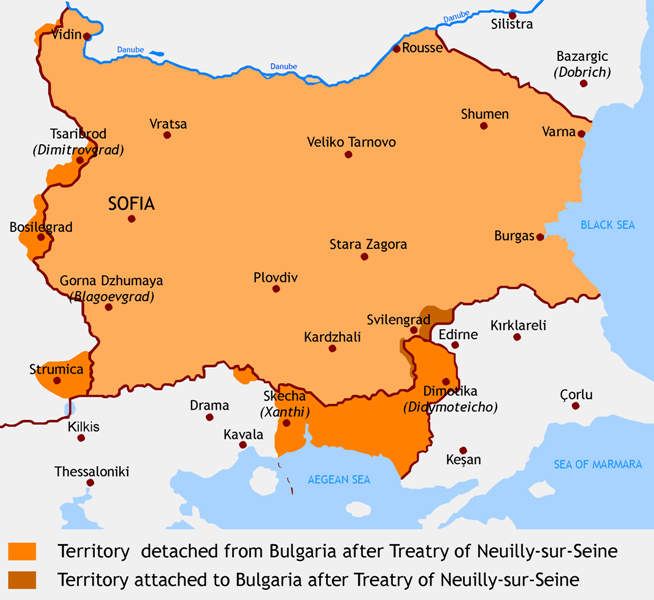
Bulgária területi veszteségei az 1919-es neuilly-i békeszerződés értelmében

Bulgária az első világháborúban a központi hatalmak oldalán harcolt az 1918-as összeroppanásig. Az 1919-es neuillyi béke (Neuilly-sur-Seine) értelmében Bulgária elveszítette Nyugat-Trákiát, mely Görögországhoz került. Bulgária kénytelen volt átadni Szerbiának Caribrod (mai neve: Dimitrovgrad), Boszilegrad (Bosilegrad) és Sztrumica városokat és azok környékét (összefoglaló nevük: „Nyugati határvidék").
1919-ben az agrárpárti Alekszandar Sztambolijszki került hatalomra. 1920-ban, miután Sztambolijszki pártja (Bolgár Földműves Népi Szövetség) ismét megnyerte a választásokat, „agrárrezsim" bevezetését határozza le. 1922-ben az agrárreform 30 hektárban maximalizálta a személyenként birtokolható mezőgazdasági föld mennyiségét, emellett az állami és önkormányzati földek egy részét is kiosztották a földművesek között. Sztambolijszkinak a kisbirtokos rétegre támaszkodó politikája több politikust és katonatisztet ellene fordított. Az anti-agráriánus ellenzéki szövetség 1923-as választási kudarca után Bulgária belpolitikai élete instabillá vált, a nacionalista és baloldali erők egyaránt a hatalom megragadására törtek. Sztambolijszki uralmának ellenzői alkotmányon kívüli eszközökhöz nyúltak: 1923. június 9-én Alekszandar Cankov vezetésével katonatisztek államcsínyt követtek el, majd a Belső-macedóniai Forradalmi Szervezet (VMRO) nevű nacionalista párt fegyveresei meggyilkolták a neuilly-i békeszerződés fő felelősének tekintett Sztambolijszkit.
Ebben a feszült politikai légkörben, Cankov jobboldali miniszterelnöksége idején került sor az addig semleges álláspontra helyezkedő Bolgár Kommunista Párt 1923 szeptemberében kitört fegyveres felkelésére. Az északnyugat-bulgáriai felkelést egyértelműen a Komintern szervezte, azonban a tömegbázis hiánya, a paraszti rétegek szélsőbaloldali fordulattól való távolságtartása, továbbá az uralkodó körök (és a 30 ezer orosz emigráns) egyértelmű szembenállása miatt a kommunisták vereséget szenvedtek; vezetőik, mint Dimitrov, külföldre távoztak. A kommunista párt radikális szárnya a vereségre és a megtorlásokra terrormerényletekkel felelt, 1925-ben pedig Szófia egyik ortodox székesegyházában pokolgépet robbantottak a cár és a kormány likvidálása céljából.
1929-ben a világgazdasági válság súlyosan kihatott Bulgáriára is, megerősödött az ellenzék. 1931-ben Cankovot a mérsékelt Ljapcsev váltotta a miniszterelnöki székben. 1934-ben újabb államcsínyt következett, melyet a Zveno-csoport hajtott végre. 1935 januárjában azonban a cár leváltotta az államcsínnyel hatalomra jutott kormányt, s a saját kezébe vette az irányítást. Egészen 1943-ig a mindenkori miniszterelnök a cár hű emberének számított, azaz a cár gyakorlatilag átvette a kormány irányítását.
A későbbi kommunista történetírásban „cári diktatúra” néven emlegették Bulgária történetének két világháború közötti időszakát, hasonlóan a romániai és jugoszláviai „királyi diktatúrához” vagy a magyarországi Horthy-rendszer elítéléséhez. Valójában a bulgáriai rendszer legalább annyira távol állt a totalitárius berendezkedéstől, mint a liberális demokráciától.

## Bulgária a második világháborúban

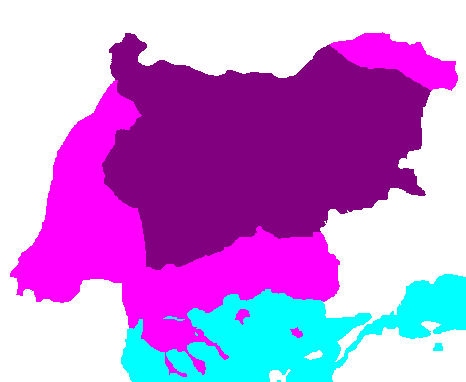
Bulgária területi revíziói a második világháború alatt

Bulgária Németország oldalán bekapcsolódott a második világháborúba is, hogy visszaszerezze a második Balkán-háborúban és az első világháborúban elfoglalt területeit. Az első határrevízióra 1940-ben került sor a második világháború idején, amikor a craiovai román–bolgár szerződés értelmében Dél-Dobrudzsa visszakerült Bulgáriához. A német haderő 1941-es balkáni villámháborúja további kedvező lehetőséget kínált Bulgária számára, mely 1941-ben visszaszerezte Szerbiától és Görögországtól Macedóniát, Nyugat-Trákiát, a Nyugati határvidéket, Pirot és Niš vidékét.
Egyedüliként Hitler szövetségesei közül Bulgária megtagadja a bolgár állampolgárságú zsidók (kb. 50 ezer fő) deportálását Németországba. Hitlernek mindössze annyit sikerült elérnie, hogy a bolgár nemzetgyűlés elfogadta az úgynevezett nemzetvédelmi törvényt, mely szerint a korábban a bolgár elittel elvegyült tehetősebb zsidó rétegnek ki kellett költöznie Szófiából, továbbá minden izraelitának kötelező volt hordania a sárga csillagot (azoknak a zsidó származású állampolgároknak, akik harcoltak az első világháborúban, „csak” sárga keresztet kellett viselniük). A Jugoszláviától és Görögországtól visszaszerzett területeken 11363 fő zsidó azonban nem kapta meg a bolgár állampolgárságot, így a treblinkai haláltáborba deportálták őket. A világháború után (más szocialista országokhoz hasonlóan) a zsidó lakosság többsége kivándorolt Bulgáriából.
1943-ban III. Borisz cár váratlanul meghalt. Helyét kiskorú fia foglalta el II. Simeon néven. Az államfői hatalom a kiskorú cárt képviselő háromtagú kormányzótanács kezébe került.

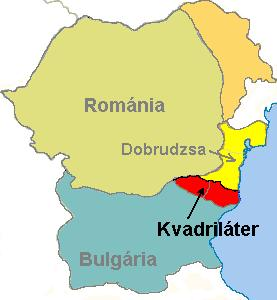
Bulgária szerzeményei a második világháború után

Miután Románia 1944. augusztus 23-án átállt a szövetségesek oldalára, nyilvánvalóvá vált a bolgár kormány számára, hogy a szovjet haderő Tolbuhin marsall vezetése alatt szabad utat kapott Bulgária felé. Szeptember 2-án Konsztantin Muraviev agrárpárti politikus vezetésével új bolgár kormány alakult, mely visszahívta a bolgár csapatokat a jugoszláviai bolgár megszállási övezetből és kijelentette, hogy nem tekinti Bulgáriát az Egyesült Királysággal és az USA-val hadban állónak (a Szovjetunióval Bulgária eleve nem állt hadban!). Sztálin ezt a bolgár lépést úgy értelmezte, hogy Bulgária megpróbálta elkerülni a szovjet csapatok Bulgáriába való behatolását és külön egyezséget próbált kötni az angol–amerikai erőkkel (a szomszédos Görögországban már brit csapatok voltak). Ezért a Szovjetunió szeptember 5-én hadat üzent Bulgáriának és Vörös Hadsereg betört az országba.
A bolgár kormány békekötést javasolt, ezzel egy időben megszakítva minden kapcsolatot a náci Németországgal, majd utasítást adott a bolgár haderőknek, hogy ne álljanak ellen az országba behatoló szovjet csapatoknak. Ez meg is történt szeptember 8-án, amikor a szovjet csapatok átlépték a bolgár határt. A szovjet behatolással egy időben puccsisták vették át a hatalmat Szófiában, letartóztatták a kormányt és a kiskorú cárt helyettesítő kormányzótanács tagjait, valamint politikai tisztogatásba kezdtek. Az 1944. szeptember 9-i államcsíny után a Hazafias Front (Отечествен фронт) kormánya került hatalomra, Kimon Georgiev vezetésével. A kormányban a kulcsfontosságú belügyi és az igazsági tárcát a kommunisták szerezték meg. Az új kormány kivonta a bolgár csapatokat a Jugoszláviától és Görögországtól 1941-ben visszaszerzett területekről, hadat üzent Németországnak, így Bulgária a szövetségesek oldalán folytatta szerepvállalását a világháborúban, egyes bolgár alakulatok részt vettek a dél-dunántúli harcokban is.

## A második világháború után
A második világháborút lezáró 1947-es párizsi békeszerződések kimondták a második világháború alatti területi revíziók érvénytelenségét, kivéve Dél-Dobrudzsa esetét, mely Bulgáriánál maradt. Hasonlóan a Balkán-háborúkhoz és az első világháborúhoz, jelentős menekülthullám érkezett Bulgária területére (Görögországból 150 ezer bolgár).
1946-ban kikiáltották a népköztársaságot, az államfőt, II. Simeon cárt emigrációba kényszerítve. Az ideiglenes államfő Vaszil Kolarov, Georgi Dimitrov közeli munkatársa lett. 1946 októberében a parlamenti választásokon az immár a kommunisták által dominált Hazafias Front 70%-ot szerzett, az új miniszterelnök Georgi Dimitrov lett, a Komintern volt elnöke. A jobboldali, monarchikus erők szétzúzása után az agrárpárti Nikola Petkov lett a megmaradt parlamenti ellenzék vezetője, azonban megfosztották mandátumától, majd 1947 szeptemberében kivégezték. Ezután a parlamentarizmus Bulgáriában megszűnt, s egészen az 1990-es szabad választásokig csupán évente néhány napot ülésező, minden döntést érdemi vita nélkül megszavazó látszatszervvé degradálódott.
Georgi Dimitrov halála után a Bolgár Kommunista Párton belül hatalmi harc tört ki Valko Cservenkov – civilben Dimitrov veje –, aki hosszú évekig a Szovjetunióban élt emigrációban és Trajcso Kosztov között, aki az illegális bolgár kommunista párt egyik vezetője volt. Kosztovot 1949 decemberében szovjetellenesség és titóizmus vádjával halálra ítélték és kivégezték. A hruscsovi új moszkvai politika miatt 1954-ben Cservenkov kénytelen volt megválni pártvezetői posztjától, helyére Todor Zsivkov került. Miniszterelnöki posztját Cservenkov azonban egészen 1956-ig megtartotta. 1962-től Todor Zsivkov vált a hatalom megkérdőjelezhetetlen urává, mikor saját kezében egyesítette a pártvezetői és a kormányfői hatalmat. Todor Zsivkov az új alkotmány miatt súlytalanná vált kormányfői poszttól 1971-ben vált meg, ekkor az újonnan létrehozott Államtanács elnökévé választatta magát.
A 43 éven keresztül fennmaradt, Georgi Dimitrov, Valko Cservenkov és Todor Zsivkov által fémjelzett szocialista társadalmi-gazdasági rendszer után 1989-ben kezdődött meg a rendszerváltozás, de a tényleges piacgazdasági reformokra csak 1991-től került sor.
A pártállami időkben a bolgár ortodox egyház, az értelmiség és a kollektivizálás során a parasztság üldöztetésnek volt kitéve, emellett további erőszakkal járt a pártvezetés nemzetiségi politikája. A pomákok ellen az 1950-es évektől meghozott korlátozó intézkedések az 1980-as években nyílt beolvasztási kísérlethez vezettek – mely a romániai homogenizálási programmal mutatott párhuzamot –, a török kisebbség számára kötelezővé tették a bolgár nevek felvételét. Utóbbiak politikai jogokat követelő lázadása a bolgár rendszerváltás egyik kiváltója volt.

## Rendszerváltás Bulgáriában
A kommunista rendszer de facto 1989. november 10-én ért véget, amikor Todor Zsivkov ellen palotaforradalom tört ki, pártbéli ellenzéke – Andrej Lukanov és Petar Mladenov pártvezetők vezetésével – moszkvai támogatással lemondatták összes tisztségéről. Az új vezetés kezdetben nem tervezett politikai változásokat, csupán a gorbacsovi reformokat szerették volna Bulgáriában is bevezetni, azonban az események már nem voltak a rendszer keretein belül tarthatók, s megindult a politikai pluralizmus felé vezető út, annak ellenére, hogy a kommunista Bulgáriában komoly ellenzéki mozgalom nem volt.
A bolgár demokratikus ellenzék csak a 80-as évek legvégén alakult meg, s néhány kis létszámú csoportot jelentett, melyek közül a legerősebb az Ekoglasznoszt (= Ökonyilvánosság) nevű alternatív környezetvédő mozgalom volt.
1990 elején az immár szövetséggé szerveződött fontosabb ellenzéki szervezetek (Demokratikus Erők Szövetsége) és a magát Bolgár Szocialista Párttá átnevező kommunisták között a lengyel és magyar mintára kerekasztal-tárgyalások kezdődtek, melyek célja egy új alkotmány alapelveinek és az 1990 júliusában megtartandó szabad parlamenti választások szabályainak megtárgyalása volt.
Az 1990. júliusi választásokon azonban meglepetésre a Bolgár Szocialista Párt abszolút többséget szerzett, 400 mandátumból 211-et. Az ellenzéki többségű nagyvárosokban és elsősorban Szófiában tömegtüntetések kezdődtek, melyek kétségbe vonták a választások tisztességes jellegét. Miután a tömegtüntetések kiszélesedtek, Petar Mladenov köztársasági elnök lemondott, helyére kompromisszumként a szocialista többségű parlament Dr. Zselju Zselevet, a Demokratikus Erők Szövetsége elnökét választotta. Ezzel lehetőséget kapott a parlament a nyugodt munkára, melynek eredményeképpen megszületett 1991-ben az új alkotmány.
Az 1991-es választásokon az ellenzék nyert, kormánya azonban csak egy évig maradt hatalmon. 1992–1994 között a szocialisták és a török kisebbségi párt hallgatólagos támogatásával szakértői kormány irányította az országot. 1994-ben ismét a Bolgár Szocialista Párt nyert választásokat. 1996 elején súlyos gazdasági válságba került az ország, az infláció elérte a heti 30%-ot. A rendkívüli választások utáni új kormány sikeresen stabilizálta a helyzetet 1997 elején, a bolgár levát a német márkához kötötte (1:1000 árfolyamon).
2001-ben véglegesen hazatért II. Simeon excár, akinek új pártja megnyerte a választásokat és a török kisebbség pártjával koalícióban új kormányt alakított, mely külpolitikai sikereket mutatott fel: 2004-re elérte Bulgária felvételét a NATO-ba és sikeresen befejezte az EU-val folytatott csatlakozási tárgyalásokat.
A 2005-ös választásokon a Bolgár Szocialista Párt szerzett többséget, az új koalíciós kormányt 8:5:3 arányban a Bolgár Szocialista Párt, Simeon Szakszkoburgotszki (II. Simeon excár) pártja és a török kisebbségi párt hozta létre. A Demokratikus Erők Szövetsége részekre szakadt, a középjobb súlytalanná vált, mivel három kisebb parlamenti párt formájában vett részt a politikai életben. A 2005-ös parlamenti választások új jelensége volt a mindaddig jelentéktelen és a parlamenti küszöb megközelítésére sem képes bolgár szélsőjobb megszerveződése (Támadás Párt – Партия Атака) és bejutása a parlamentbe. A Támadás Párt nacionalista, cigány- és törökellenes, muzulmánellenes, NATO-ellenes és EU-szkeptikus jelszavakat hangoztatott, követelte a rendszerváltozás teljes menetének felülvizsgálatát, elutasította a kapcsolatot mind a kormánypártokkal, mind a jobbközép ellenzéki pártokkal, mivel azokat mind bolgárellenesnek és hazaárulónak tartotta.
Bulgária 2007. január 1-jén vált az Európai Unió tagjává és, 2025. január 1-jén lépett be – Romániával együtt – a schengeni övezetbe és a rá következő évben, 2026. január 1-jén lép be az eurózónába.